# Vincent Strubel
Vincent Strubel, né le 14 septembre 1980, est un ingénieur général des mines, directeur général de l'Agence nationale de la sécurité des systèmes d'information (ANSSI) depuis le 4 janvier 2023.

## Biographie
Il entre en 2000 à l'École polytechnique (diplomé en 2003) puis à Télécom ParisTech dont il sort en 2005. Il est alors incorporé au corps des mines. Il travaille alors dans la sécurité des systèmes d'information.
Entre 2009 et 2012, il est le chef du laboratoire architectures matérielles et logicielles de l'ANSSI. De 2014 à 2020, il est responsable des expertises à l'ANSSI. De 2020 à 2022, il est le premier directeur du nouvel opérateur des systèmes d'information interministériels classifiés (OSIIC) créé par décret du 21 avril 2020,.
Début 2023, il succède à Guillaume Poupard comme directeur général de l'ANSSI, après un intérim de deux semaines assuré par Emmanuel Naëgelen.

## Distinctions

### Décorations
- Chevalier de la Légion d'honneur - nomination le 11 juillet 2025[5]